# غويجة بالا (مقاطعة دلفان)
غويجة بالا (بالفارسية: گویژه بالا) هي قرية تقع في قسم كاكاوند الغربي الريفي (مقاطعة دلفان) في إيران. يقدر عدد سكانها بـ 122 نسمة بحسب إحصاء 2016.